# 矢橋藩
矢橋藩/八橋藩（やばせはん）は、伯耆国八橋郡八橋（現在の鳥取県東伯郡琴浦町八橋）の八橋城を居城として、江戸時代初期に短期間存在した藩。1610年に市橋長勝が2万石余で入封するが、1616年に越後三条藩に転出して廃藩となった。
『寛政重修諸家譜』や『徳川実紀』では市橋長勝の封地を「矢橋」と記しており、事典によって「矢橋藩」「八橋藩」の表記が分かれる。本記事では地名の漢字表記を「八橋」で統一する。

## 歴史

### 前史

#### 八橋
八橋郡は伯耆国中部に位置し、戦国期には八橋城をめぐってたびたび戦闘が繰り広げられた。豊臣政権下の毛利家は、山陰地方において西伯耆3郡までを領有したが、その領国最東端の城となった八橋城は重要な城であった。
関ヶ原の戦い後の慶長5年（1600年）、中村一忠が伯耆に入国すると（米子藩）、八橋には一族の中村一栄が入城した。慶長14年（1609年）に中村一忠が死去すると、中村家は改易された。伯耆国は分割され、諸大名が配置されることとなった。

#### 市橋氏
市橋氏は美濃国出身の氏族で、『寛政重修諸家譜』（以下『寛政譜』）によれば、市橋長勝は織田信長・豊臣秀吉に仕え、天正15年（1587年）に美濃今尾城主として1万石を領したとある。慶長5年（1600年）の関ヶ原の戦いの時点では東軍に属し、居城の今尾城を守る一方、西軍に属した丸毛兼利の守る福束城（岐阜県安八郡輪之内町）を攻略し、大垣城と伊勢桑名城との交通を遮断した。この功績から、戦後に1万石を加増。のちに駿府の徳川家康のもとに出仕した。

### 立藩から廃藩まで
慶長15年（1610年）、市橋長勝が美濃今尾藩から入封。河内国内の所領と合わせて2万1300石を領したとある。
慶長19年（1614年）の大坂冬の陣の際に、市橋長勝の軍勢は松平康重・岡部長盛の指揮下に入って天満辺に着陣した。長勝は天満川の深浅を測り、目印を立てた。慶長20年/元和元年（1615年）の夏の陣の際には、長勝の所領である河内国交野郡星田（現在の大阪府交野市星田）近郷の村々に大坂方が放火したが、星田村の守りは固く、侵入を許さなかった。5月5日に伏見から出陣した徳川家康は、淀・八幡を経て河内に入り、星田に本陣を置いた。家康は翌6日も星田に滞陣する予定であったが、辰の刻（午前8時前後）に先鋒の藤堂高虎・井伊直孝が大坂方の進軍を確認し開戦準備をしつつあること（八尾・若江の戦い参照）、須奈村（現在の四條畷市砂・岡山付近）に陣していた徳川秀忠が進発したことが注進され、家康も進発することになった。この際家康は、長勝に星田に留まって守備するよう命じたが、長勝が星田には郎等を残して守らせるので家康と行動をともにすることを請い、家康の指揮下に入った。戦後、伏見に凱旋した家康は、両度の陣における長勝の戦功を賞したという。
『寛政譜』によれば元和2年（1616年）、死に臨んだ家康は、市橋長勝・堀直寄（信濃飯山藩主）・松倉重政（大和五条藩主）・桑山一直（大和新庄藩主）および別所孫次郎（大和国内2500石）を呼び出し、譜代の士とともに秀忠に仕えるよう遺言した。長勝は江戸に赴き、秀忠に拝謁した。同年8月、2万石を加増され、越後三条藩に4万1300石で移封された。これにより矢橋藩は廃藩となった。

## 歴代藩主
市橋家
外様。2万1300石。
1. 長勝

## 領地

### 伯耆国（八橋）
八橋郡（明治期に大部分が東伯郡の一部となる）は、東伯耆と西伯耆を結ぶ陸上交通の要地であるとともに、赤崎（赤碕）などの港を擁する。元弘3年/正慶2年（1333年）、隠岐国から脱出した後醍醐天皇が拠ったことで知られる船上山（船上山の戦い参照）は当地域（現在の東伯郡琴浦町）に所在する。八橋城は南北朝時代から存在していたとされる。
市橋氏の転出後、元和3年（1617年）に池田光政が鳥取藩主となり因伯両国を治めると、家老の池田長明が八橋に入った。寛永9年（1632年）、鳥取と岡山の池田家の国替えが行われ、池田光仲が鳥取藩主となると、八橋は津田元匡（将監）に与えられた。尾張織田氏の一族とされる津田家は鳥取藩において「着座」と呼ばれる重臣家の一つであり、八橋町に陣屋を置いて自分手政治を行った。八橋町は伯耆街道（山陰街道）の宿場町であり、八橋往来（倉吉往来）が分岐した。

### 河内国（星田）
星田村は河内国交野郡に位置し、文禄3年（1594年）時点の検地帳によれば、星田村の村高は1306石余であった。慶長年間（1596年 - 1615年）から市橋家の所領であった。
江戸時代には村の一部が石清水八幡宮領や他藩領となるが、正保年間（1644年 - 1648年）の時点において村高1535石余のうち1306石が市橋家（当時は近江仁正寺藩主）領であった。